# キム・ユリ
キム ユリ（김 유리、1989年8月29日 - 2011年4月18日）は、2000年代後半期から2010年代初頭期にかけて活動した大韓民国のファッションモデル。大韓民国ランウェイ界屈指の有望株と言われたものの、2011年、キャリア真っ只中の22歳時に死去。自殺と見られた。

## 生涯
ソウルに出生。2007年にスーパーモデル選抜大会に参戦し、それをきっかけにプロのモデル業を開始した。

### 経歴
主にランウェイを舞台に活動し、数多くのファッションブランドのショーを歩いた。ソウルコレクションへの出場も見せ、2009年には自動車製品の広告塔としても活動していた。

### 私生活
2009年に母親が心臓発作で死去し、2011年前半期には父親がガンで死去。
以降、残った自身の家族は祖母ひとりだけとなっていた。

## 死
2011年4月18日夕方6時頃、ソウル江南区内に位置するワンルームマンション内で遺体となって発見された。
22歳。服毒自殺であった。

### 波紋
その死は同国のモデル界に衝撃を与えた。遺体発見当時の解剖検査医の測定によれば、177センチメートルの身長に体重が47キログラムで、モデルとしても細い部類の痩せ身であったことから、その死亡原因を拒食症とする推測が当初にはあった。ところが親戚や知人の言によれば、普段の彼女にそうした症状は見られなかったという。
自殺の背景についての議論のなかで、死の直前に書いていたブログの内容が話題ともなった。それは仕事用の体型を維持するための断食や激しいエクササイズの苦悩をつづったものであった。なかでもその死に先立ち16日午前2時に掲載していた次のようなコメントが注目を集めた。
自殺の背景は謎に包まれたままとなっている。